# Episodi di After Life (seconda stagione)
La seconda stagione della serie televisiva After Life è stata interamente pubblicata su Netflix il 24 aprile 2020.
In italiano è stata resa disponibile il 31 maggio 2020.
| nº | Titolo originale | Titolo italiano | Pubblicazione originale | Pubblicazione Italia |
| -- | ---------------- | --------------- | ----------------------- | -------------------- |
| 1  | Episode 1        | Episodio 1      | 24 aprile 2020          | 31 maggio 2020       |
| 2  | Episode 2        | Episodio 2      | 24 aprile 2020          | 31 maggio 2020       |
| 3  | Episode 3        | Episodio 3      | 24 aprile 2020          | 31 maggio 2020       |
| 4  | Episode 4        | Episodio 4      | 24 aprile 2020          | 31 maggio 2020       |
| 5  | Episode 5        | Episodio 5      | 24 aprile 2020          | 31 maggio 2020       |
| 6  | Episode 6        | Episodio 6      | 24 aprile 2020          | 31 maggio 2020       |